# Wallisellen
Wallisellen é uma comuna da Suíça, situada no distrito de Bülach, no cantão de Zurique. Tem 6,50 km² de área e sua população em 2018 foi estimada em 16.315 habitantes.